# جورج كلانسي
جورج كلانسي (بالإنجليزية: George Clancy)‏ هو حكم اتحاد الرغبي ‏ أيرلندي، ولد في 12 يناير 1977 في ليمريك في جمهورية أيرلندا.